# Slim Rhodes
Slim Rhodes (* 27. April 1912 in Pocahontas, Arkansas als Ethmer Cletus Rhodes; † 10. März 1966) war ein US-amerikanischer Country- und Rockabilly-Sänger, der mit seiner Band, The Mountaineers, eine eigene Fernsehsendung hatte.

## Leben
Slim Rhodes startete seine musikalische Karriere mit seinen Brüdern Dusty und Speck mit der Gründung ihrer Band Slim Rhodes and his Mountaineers im Jahre 1932. Gegründet als High-School-Band, traten sie 1946 schon regelmäßig bei dem Radiosender WMC in Memphis, Tennessee auf. 1953 bekamen Rhodes und seine Band ihre eigene TV-Show auf KATV in Pine Bluff, Arkansas. Mitglied der Band war auch Brad Suggs, der bei den Meteor Records und später auch bei Phillips International selbst Platten aufnahm. Anfang 1955 unterzeichnete er dann einen Schallplattenvertrag bei den Sun Records in Memphis. Seine Aufnahmen dort waren ein Mix aus Country und Rockabilly, was bei Do What I Do sehr gut zu hören ist. Ende 1956 lief sein Vertrag mit Sun Records aus. Zwischen 1955 und 1957 nahm Rhodes häufig an Sun-Tourneen durch die Südstaaten teil, mit denen er monatelang durch die Lande reiste.
Rhodes Fernsehsendung wurde Mitte der 1960er-Jahre abgesetzt, ebenso wie seine Radiosendungen.

## Diskografie
| 1951                    | Save A Little Love For Me / Skunk Hollow Boogie              | Gilt-Edge 5015 |
| 1951                    | Sixty Days / Memphis Bounce                                  | Gilt-Edge 5026 |
| 1951                    | Time Marches On / Hot Foot Rag                               | Gilt-Edge 5034 |
| 1951                    | Red, White and Blue / Ozark Boogie                           | Gilt-Edge 5044 |
| 1955                    | Uncertain Love / Don’t Believe                               | Sun 216        |
| 1955                    | Are You Ashamed Of Me / The House Of Sin                     | Sun 225        |
| 1956                    | Gonna Romp And Stomp / Bad Girl                              | Sun 238        |
| 1957                    | Do What I Do / Take And Give                                 | Sun 256        |
| Unveröffentlichte Titel |                                                              |                |
| 1956                    | - Do What I Do (alt. Version) - Take and Give (alt. Version) | Sun            |